# Pala del Corpus Domini
La Pala del Corpus Domini è un'opera di Giusto di Gand con predella di Paolo Uccello, conservata nella Galleria nazionale delle Marche a Urbino. La predella, (tempera su tavola, 43×351 cm totali) è datata al 1467–1468 e la tavola principale (olio su tavola, 331x335 cm) al 1472-1474.

## Storia
La genesi dell'opera è particolarmente travagliata. La pala venne originariamente commissionata dalla confraternita urbinate del Corpus Domini al pittore locale Fra Carnevale, che però nel 1456 venne liberato dall'incarico per sopraggiunti impegni e gli fu chiesto di restituire l'acconto di quaranta ducati d'oro già ricevuti e spesi per i colori. Nel 1465, però, un documento ricorda che la somma non era ancora stata restituita. Nel 1467 la commissione venne affidata a Paolo Uccello, arrivato a Urbino quell'anno, che, entro il 1468, riuscì a dipingere la predella con le famose storie del Miracolo dell'Ostia profanata. Paolo non era all'epoca considerato un maestro di prim'ordine, forse anche a causa dei suoi ossessivi studi di prospettiva. Il suo salario fu infatti appena 21 bolognini al mese (un paio di scarpe ne costava ad esempio 18), da cui vennero fiscalmente detratte tutte le spese che la Confraternita sostenne per lui.
Non si conoscono i motivi per cui Paolo Uccello abbandonò l'opera, che nel 1469 venne proposta a Piero della Francesca (primo documento certo dell'artista a Urbino). Nemmeno Piero eseguì la tavola principale, che venne dipinta dal pittore di corte Giusto di Gand, il quale la terminò nel 1474.

## Descrizione e stile

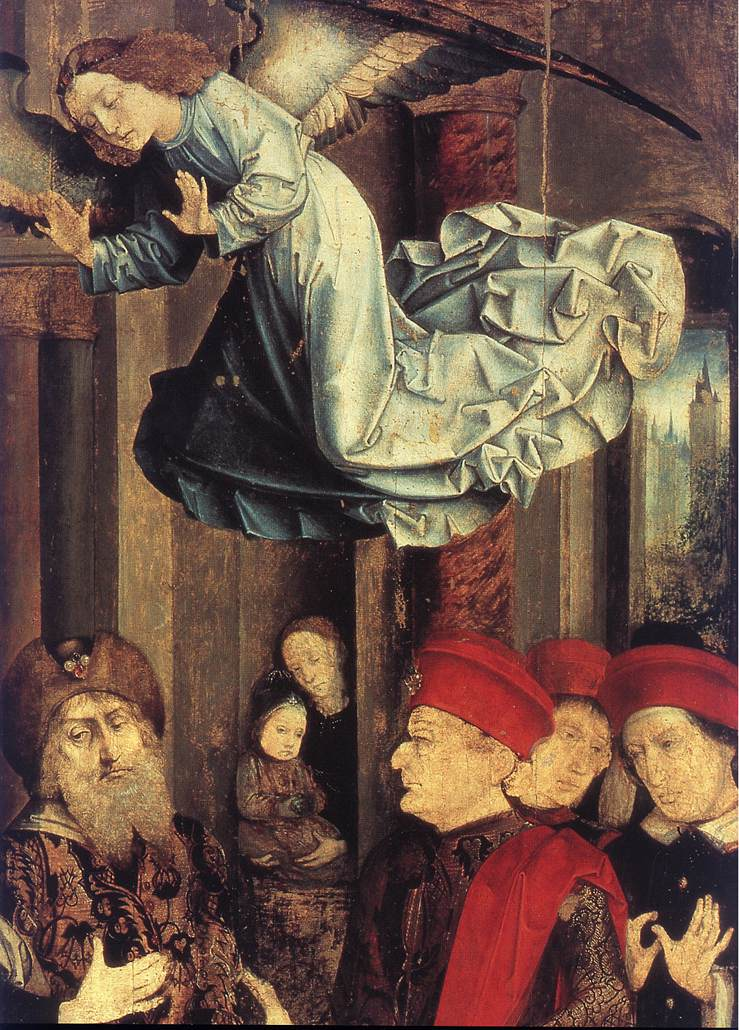
Dettaglio con il ritratto di Federico da Montefeltro

### Istituzione dell'eucaristia
La pala principale mostra l'Istituzione dell'eucaristia o Comunione degli apostoli. Secondo i Vangeli, dopo l'Ultima Cena Gesù istituì il sacramento dell'eucaristia con le parole "Prendetene e mangiatene tutti" e distribuendo il pane consacrato (simboleggiato poi dalle ostie) agli Apostoli. La tavola mostra la scena di Cristo, al centro della stanza davanti al tavolo eucaristico, che si appresta a dare la comunione ai dodici apostoli disposti attorno a lui a semicerchio, nove a sinistra e tre a destra. La scena, come tipico della pittura fiamminga, è ambientata in uno sfondo architettonico che allude al deambulatorio di una chiesa, con alte colonne colorate che sviluppano il senso ascensionale della composizione. In alto volano due angeli, con panneggi frastagliati che appartengono alle convenzioni nordiche.
A destra assistono alla scena un gruppo di dignitari contemporanei, tra cui ha una posizione preminente Federico da Montefeltro, ritratto come di consueto di profilo, col naso adunco mutilato in un torneo. Nei ritratti Federico mostra sempre il profilo sinistro, poiché aveva perso anche l'occhio destro nello stesso torneo. Il personaggio con la barba biforcuta davanti a lui, vestito all'orientale, potrebbe essere Giovanni Bessarione. Più dietro ancora da una nicchia sporge una Madonna col Bambino che pare una statua viva, mentre ai lati si aprono due finestre su delicati paesaggi sfumati in profondità, un'altra caratteristica dell'arte fiamminga. A questa tradizione appartengono anche il punto di vista leggermente rialzato della costruzione spaziale, l'attenzione ai dettagli (come la bacinella metallica in primo piano), gli effetti di luce e l'importanza data ai gesti delle mani, talvolta un po' artificiosi. Risaltano la delicata sensibilità d'artista per i rapporti luminosi e la sua predilezione per preziosi accostamenti di toni rari.
Tipicamente italiana è invece la costruzione prospettica secondo regole geometriche, nella quale si coglie l'influenza di un altro artista della corte di Federico: Piero della Francesca.

### La predella
La predella, inconsuetamente dipinta prima della tavola principale, rappresenta le storie del Miracolo dell'Ostia profanata in sei scene divise da rocchi lignei a torciglione dipinti. Il colore dominante è il rosso, presente sia nei rocchi che in numerosi dettagli delle scene. Il racconto ha come fonte la storia di un ebreo parigino accaduta nel 1290 e narrata da Giovanni Villani, con alcune modifiche introdotte dagli scritti di Antonino Pierozzi, come la scena del sangue che cola ma soprattutto la condanna a morte dell'empio, mai avvenuta in realtà.
Nella prima scena ci si trova in un banco di prestito ebraico, magnificamente scorciato in prospettiva centrale. La religione dell'uomo è desumibile dall'emblema dello scorpione sul camino, simbolo del giudaismo, usato in senso antiebraico fin dai Padri della Chiesa. Gli altri stemmi sono la testa di moro, pure usata in contesti non-cristiani, e la stella, legata probabilmente a una corporazione produttiva. Sta avvenendo una vendita sacrilega di un'ostia consacrata da parte di una donna che, a differenza del testo originale di Villani, riceve in cambio una borsa di denaro.
Nella seconda scena si vede l'interno della casa dell'ebreo, dove sta cuocendo l'ostia in un pentolino sul camino. Questa, essendo corpo di Cristo, fa uscire sangue, che traborda sul pavimento e arriva fin oltre la soglia dell'edificio, dove un gruppo di soldati è richiamato all'attenzione e tenta di entrare sfondando l'uscio di casa. La scena è magistralmente divisa dalla parete dell'abitazione, che separa il moto violento degli uomini armati dall'intimità domestica dell'abitazione, con la moglie dell'ebreo e i loro due bambini visibilmente impauriti per quanto sta accadendo. Molto interessante è la griglia prospettica fornita dal pavimento a scacchiera, che crea una continuazione ideale allo scenario del primo pannello.
Nella scena successiva l'ostia viene ricondotta solennemente a un altare da una processione, presieduta da un papa con il triregno, forse lo stesso Bonifacio VIII che nel 1295 fece erigere a Parigi una cappella votiva per l'evento miracoloso. 
Nella quarta scena, sullo sfondo di un lontano paesaggio campestre, sta per avvenire l'impiccagione della donna che aveva ceduto l'ostia, con la presenza di un angelo che sembra suggerire una possibilità di redenzione.
Nella quinta scena, alla presenza di soldati, l'ebreo, la moglie e i loro due figlioletti sono arsi vivi sul rogo. 
Nell'ultima gli angeli e i demoni si contendono l'anima della donna sacrilega, all'ombra di un altare sotto un'abside molto simile a quello della riconsacrazione. I diavoli sono quasi completamente cancellati dai graffi dovuti al fanatismo popolare.
La predella è celebre soprattutto per l'applicazione delle regole della prospettiva e per le efficaci scelte compositive, con uno sfondo che corre continuamente da pannello a pannello: dalle due scene di interno fino alle restanti ambientate in un paesaggio continuo. Nonostante la rigorosità della costruzione, la disposizione dei protagonisti non dà un'idea convincente di profondità, essendo semplicemente giustapposti allo sfondo, tanto che non proiettano nemmeno le ombre in terra. Questa caratteristica delle opere di Paolo fece pronunciare a Donatello il famoso giudizio "questa tua prospettiva ti fa lasciare il certo per l'incerto", intendendo che le figure perdevano progressivamente corporeità e il paesaggio diventava astratto e divagante. 
Predella dell'Ostia Profanata